# 青州 (古代)
青州，中国始於漢朝设置的州，明朝開始設為青州府，為府治，清代延用。青州本为漢族文化中的九州之一，西汉元封五年（前106年）设青州刺史部。东汉时青州刺史駐地為齐国临淄（今山东省淄博市临淄区）。三国曹魏及西晋均沿袭此制。永嘉之乱后，东晋于大兴初年在今江苏省淮安市境侨置青州，后有多次迁治。又在今山东省境置北青州，江苏省境内的青州，则称为南青州。刘宋时，废南青州，北青州称青州。治所多有迁移。隋朝废青州，唐朝复置，又改称北海郡。金朝时改益都府，元朝时为益都路，明清时为青州府。

## 沿革

### 魏晉南北朝
曹魏，西晋沿袭青州刺史部，治所在临淄。晋怀帝永嘉五年（311年）曹嶷筑广固（今山东省青州市），为青州刺史治。永嘉之乱后，地入后赵，经历前燕、前秦、后燕，最后成为南燕的都城。东晋在今江苏省境置青州，又称南青州。义熙六年（410年），刘裕灭南燕，筑东阳城（广固），置北青州。刘宋时，废南青州，北青州改称青州，辖郡：齐郡、济南郡、乐安郡、高密郡、平昌郡、北海郡、东莱郡、太原郡、长广郡，共四十六县。治所多有迁移，孝建初称青州治历城县（今山东省济南市历城区），大明中还治东阳城。

### 隋唐
隋朝废青州，唐朝复置，又改称北海郡。户七万三千一百四十八，口四十万二千七百四。治所在益都县，下辖七县：益都县、临淄县、千乘县、博昌县、寿光县、临朐县、北海县。
| 隋代行政区划变遷 | 隋代行政区划变遷     | 隋代行政区划变遷 | 隋代行政区划变遷     | 隋代行政区划变遷 | 隋代行政区划变遷                                                      |
| 区划             | 開皇元年             | 開皇元年         | 開皇元年             | 区划             | 大業3年                                                               |
| ---------------- | -------------------- | ---------------- | -------------------- | ---------------- | --------------------------------------------------------------------- |
| 州               | 青州                 | 青州             | 青州                 | 郡               | 北海郡                                                                |
| 郡               | 齐郡                 | 北海郡           | 乐安郡               | 县               | 益都县 臨朐县 寿光县 北海县 下密县 都昌县 营丘县 千乘县 博昌县 臨淄县 |
| 县               | 益都县 昌国县 广饒县 | 下密县 都昌县    | 千乘县 乐安县 高陽县 | 县               | 益都县 臨朐县 寿光县 北海县 下密县 都昌县 营丘县 千乘县 博昌县 臨淄县 |

| 县名   | 现在地名 | 简介 | 备注 |
| ------ | -------- | --- | ---- |
| 益都县 |          | 望。 |      |
| 临淄县 |          | 紧。武德八年，省时水县入。 |      |
| 千乘县 |          | 紧。武德二年以千乘、博昌、寿光置乘州，并置新河县。六年省新河。八年州废，县来属。参见高青县 |      |
| 博昌县 |          | 上。武德八年省乐安、安平二县入焉。有灵山。 |      |
| 寿光县 |          | 紧。武德二年置。 |      |
| 临朐县 |          | 上。武德五年置，八年省般阳县入焉。 |      |
| 北海县 |          | 紧。唐初，营丘民汲嗣率乡人拒贼，权置杞州。武德二年复为营丘县。是年，以北海、营丘、下密置潍州；又置连永、平寿、华池、城都、东阳、寒水、訾亭、潍水、汶阳、胶东、华宛、昌安、城平十三县，六年皆省。入年州废，省营丘、下密入北海，来属。长安中，令窦琰于故营丘城东北穿渠，引白浪水曲折三十里以溉田，号窦公渠。 |      |

| 唐朝青州辖县 | 唐朝青州辖县 |
| ------------ | --- |
| 618年        | 益都县、平寿县、北海县、都昌县、下密县、临朐县、临淄县、博昌县、千乘县、寿光县                                       |
| 619年        | 益都县、临朐县、临淄县（新设时水县、安平县，博昌县、千乘县、寿光县改属乘州，平寿县、都昌县、北海县、下密县改属潍州） |
| 621年        | 益都县、临朐县、临淄县、时水县、安平县（乐安县来属）                                                                 |
| 622年        | 益都县、临朐县、临淄县、时水县、安平县、乐安县（新设般阳县）                                                         |
| 625年        | 益都县、临朐县、临淄县（博昌县、千乘县、寿光县、北海县来属，废除般阳县、时水县、乐安县、安平县）                     |
| 669年        | 益都县、临朐县、临淄县、博昌县、千乘县、寿光县、北海县                                                               |

### 北宋
北宋时，青州治所仍在益都县，下辖六县：益都县、寿光县、临朐县、博兴县、千乘县、临淄县。金朝天会九年（1131年），刘豫升青州为益都府，元朝时为益都路，明清时为青州府。

## 长官
汉朝青州刺史
- 参见青州刺史部#青州刺史

曹魏青州刺史
- 臧霸（220年－222年，都督）
- 王凌（225年－228年）
- 程喜（232年－236年）
- 石苞（253年－259年，都督）
- 鍾毓（258年－259年）
- 宋鈞（259年－260年，都督）
- 魯芝（261年－265年）

西晋青州刺史
- 鲁芝（265年－269年）
- 卫瓘（269年－271年）
- 王虔（271年－273年）
- 司马辅（273年－274年）
- 胡威（275年－280年）
- 陈佐（284年）
- 羊暨（287年）
- 周优（290年）
- 山简（295年－299年）
- 王浚（300年）
- 程牧（302年－303年）
- 司马略（304年－305年）
- 王敦（306年－307年）
- 苟晞（307年－311年）
- 苟纯（309年－311年）
- 李恽（311年－313年）
- 薄盛（313年）
- 曹嶷（314年－316年）

东晋北青州刺史
- 羊穆之（410年－411年）
- 刘敬宣（412年－415年）
- 申永（416年）
- 向弥（417年－420年）

刘宋青州刺史
- 刘义欣（420年）
- 竺夔（422年－426年）
- 萧思话（426年－431年）
- 韦朗（431年－432年）
- 申宣（432年－433年）
- 段宏（433年－438年）
- 王方俳（438年－439年）
- 杜骥（439年－446年）
- 杜坦（446年－450年）
- 萧斌（450年－451年）
- 刘兴祖（451年－453年）
- 申恬（453年－455年）
- 垣护之（455年－458年）
- 颜师伯（458年－460年）
- 刘道隆（460年－464年）
- 王玄谟（464年－465年）
- 沈文秀（465年－466年）
- 明僧嵩（466年－467年）
- 张永（466年）
- 沈文秀（467年－469年）

北魏青州刺史
- 郦范（467年－468年）
- 慕容白曜（469年－470年）
- 韩颓（472年－473年）
- 李惠（475年－478年）
- 郦范（479年－481年）
- 韩秀（483年－484年）
- 陆龙成（485年－486年）
- 元天琚（488年－490年）
- 公孙邃（492年－495年）
- 元羽（495年－499年）
- 元颐（499年－500年）
- 元鸾（500年－501年）
- 刘芳（502年－503年）
- 郭祚（503年－504年）
- 元继（505年－506年）
- 陆昕之（507年－508年）
- 高植（509年－511年）
- 郑道昭（513年－515年）
- 元融（517年－518年）
- 崔休（519年－521年）
- 元罗（522年－524年）
- 元匡（524年）
- 元鉴（525年－526年）
- 元劭（527年）
- 元世儁（528年－529年）
- 李延寔（530年）
- 元贵平（531年）
- 元肃（531年）
- 尔朱弼（531年－532年）
- 元嶷（532年）
- 元贵平（532年－534年）
- 侯渊（534年）

唐朝青州刺史
- 郑虔符（619年）
- 贺若孝义（武德年间）
- 张宽（武德年间）
- 薛文立（武德年间）
- 辛德本（武德年间）
- 冯少师（武德年间）
- 阳文瓘（贞观前期）
- 杨懽（贞观年间）
- 元成寿（贞观年间）
- 张谦（贞观年间）
- 李福（657年—658年）
- 刘仁轨（659年—660年）
- 卢朗闰（唐高宗时）
- 唐敏（唐高宗时）
- 李凤（664年—674年）
- 封言道（677年）
- 李冲寂（唐高宗时）
- 韩秀（唐高宗时）
- 杜嗣及（唐高宗、武后时）
- 元神霁（唐高宗、武后时）
- 李元名（685年）
- 骞味道（685年）
- 李元轨（687年—688年）
- 张济（武周时）
- 崔义斌（武周时）
- 尹思贞（706年）
- 张洽（711年）
- 韦安石（713年—714年）
- 王昕（715年）
- 魏方回（开元年间）
- 郑溥（开元年间）
- 柳儒（725年—726年）
- 李少康（728年）
- 李嶷（730年）
- 郑谌（732年）
- 萧嵩（739年）
- 李津容（开元年间）
- 皇甫翼（开元年间）
- 北海郡太守（742年—757年）
- 许叔冀（758年）
- 尚衡（759年）
- 殷仲卿（760年）
- 尚衡（760年—761年）
- 田神功（761年）
- 侯希逸（762年—765年）
- 李邈（765年，遥领）
- 李正己（765年—777年）
- 李纳（777年）
- 卫季良（大历年间）
- 信都承庆（贞元初年）
- 张胤（786年）
- 李师古（792年之前）
- 杨至（贞元年间）
- 薛平（819年—825年）
- 康志睦（825年—831年）
- 王承元（831年—833年）
- 严休复（833年—834年）
- 王彦威（835年—836年）
- 陈君赏（836年—839年）
- 韦长（839年—840年）
- 乌汉贞（841年—842年）
- 李玭（843年—844年）
- 崔蠡（845年—846年）
- 郑光（847年—849年）
- 郑涓（850年）
- 孙范（850年—852年）
- 韦博（852年—855年）
- 李琢（855年—858年）
- 令狐绪（858年—859年）
- 韦澳（859年—861年）
- 封敖（861年—862年）
- 崔执柔（863年—865年）
- 李璲（咸通年间）
- 于涓（870年—872年）
- 宋威（873年—878年）
- 曾元裕（878年）
- 杨损（878年—879年）
- 安师儒（879年—882年）
- 王敬武（882年—889年）
- 崔安潜（889年—891年，未任）
- 王师范（891年—905年）
- 李振（905年）
- 王重师（905年—906年）
- 韩建（906年—907年）
- 乔信
- 裴景升
- 裴景叔

五代青州刺史
- 韓建（907年—912年）
- 賀德倫（910年—913年）
- 張萬進（913年—914年）
- 袁象先（914年）
- 賀德倫（914年—915年）
- 元湘（916年—917年）
- 赵穀（918年—918年）
- 朱珪（918年—918年）
- 戴思远（923年—924年）
- 符習（924年—926年）
- 霍彦威（926年—928年）
- 王建立（928年—930年）
- 王晏球（930年—932年）
- 房知溫（932年—936年）
- 王建立（936年—940年）
- 楊光遠（940年—944年）
- 楊承信（947年）
- 劉銖（947年—950年）
- 符彦卿（950年—952年）
- 王峻（953年）
- 常思（953年—954年）
- 李洪義（954年—958年）
- 安審琦（958年—959年）

北宋知青州
- 刘熙古（960年）
- 郭崇（960年—965年）
- 张全操（969年—971年）
- 赵延进（975年—983年）
- 赵昌言（984年—985年）
- 徐休复（990年—991年）
- 寇准（993年）
- 曹彬（994年—997年）
- 阎象（997年）
- 王延德（999年—1000年）
- 李继昌（1001年—1003年）
- 张齐贤（1004年—1006年）
- 凌策（1007年—1009年）
- 王超（1010年—1012年）
- 张知白（1013年—1016年）
- 戚伦（1017年）
- 李仕衡（1018年—1019年）
- 周起（1020年—1022年）
- 韩亿（1022年）
- 曹玮（1022年—1024年）
- 滕涉（1025年—1026年）
- 李迪（1027年—1028年）
- 王曾（1029年—1030年）
- 孔道辅（1031年）
- 范讽（1032年）
- 燕肃（1033年）
- 夏飒（1033年—1034年）
- 张傅（1035年）
- 赵概（1036年—1039年）
- 陈执中（1040年—1041年）
- 程琳（1041年）
- 李迪（1041年—1042年）
- 陈执中（1042年—1044年）
- 张存（1044年—1046年）
- 张奎（1046年）
- 叶清臣（1046年—1047年）
- 富弼（1047年—1050年）
- 范仲淹（1050年—1052年）
- 钱明逸（1052年）
- 文彦博（1052年—1053年）
- 田瑜（1053年—1054年）
- 曹佾（1054年—1056年）
- 孙沔（1056年—1057年）
- 庞籍（1057年—1058年）
- 余靖（1058年—1060年）
- 唐询（1060年—1062年）
- 刘元瑜（1062年—1064年）
- 卢士宗（1065年—1066年）
- 吴奎（1067年—1068年）
- 欧阳修（1068年—1070年）
- 郑獬（1070年）
- 赵抃（1070年—1072年）
- 李肃之（1073年—1074年）
- 滕甫（1074年—1075年）
- 向经（1075年—1076年）
- 陈荐（1076年—1077年）
- 罗拯（1077年—1079年）
- 龚鼎臣（1079年）
- 王居卿（1079年）
- 程师孟（1080年—1081年）
- 冯京（1081年）
- 刘庠（1082年）
- 邓绾（1083年—1085年）
- 李定（1085年—1086年）
- 李承之（1086年—1088年）
- 王安礼（1088年—1090年）
- 曾布（1090年—1092年）
- 钱勰（1092年）
- 黄履（1093年—1094年）
- 刘挚（1094年）
- 邢恕
- 韩宗道（1094年—1095年）
- 虞策（1096年）
- 吕嘉问（1097年—1098年）
- 张舜民（1098年）
- 杜常（1098年—1099年）
- 宇文昌龄（1099年）
- 范镗（1099年）
- 徐铎（1100年）
- 韩川（1100年）
- 王说（1101年）
- 胡宗回
- 王古（1101年）
- 宇文昌龄（1102年）
- 黄裳（1102年—1105年）
- 吕惠卿（1106年）
- 陶节夫（1106年）
- 姚佑（1107年—1108年）
- 王汉之（1108年—1109年）
- 余深（1110年—1112年）
- 梁子野（1112年）
- 郭照（1112年）
- 钱即（1113年）
- 王旉（1113年—1114年）
- 梁子美（1114年—1116年）
- 崔直躬（1117年—1118年）
- 曾孝序（1120年）
- 赵珽（1120年）
- 曾孝蕴（1121年）
- 张叔夜（1122年—1125年）
- 钱盖（1126年）
- 宇文虚中（1126年）
- 曾孝序（1126年—1127年）